# Люмиер и компания
„Люмиер и компания“ (фр. Lumière et compagnie) е съвместен документален филм от 1996 г.на 40 кинорежисьори предимно от Франция. Те създават кратки филми от по 52 секунди с помощта на кинематографа на братя Люмиер през 19 век. Във филмите не трябва да има синхронизиран звук и да има максимум 3 кадъра. „Люмиер и компания“ излиза през 1996, 100 години след изобретяването на кинематографа през 1895 г.

## Режисьори
Режисьорите, участвали във филма, са:
- Тео Ангелопулос
- Висент Аранда
- Бигас Луна
- Джон Бурман
- Юсеф Шахин
- Ален Корно
- Коста-Гаврас
- Раймон Депардон
- Франсис Жиро
- Питър Грийнауей
- Ласе Халщрьом
- Хю Хъдсън
- Гастон Каборе
- Абас Киаростами
- Седрик Клапиш
- Андрей Кончаловски
- Спайк Лий
- Клод Льолуш
- Сара Мун
- Артър Пен
- Лучиан Пинтилие
- Хелма Сандерс-Брамс
- Джери Шацберг
- Надин Трентинян
- Фернандо Труеба
- Лив Улман
- Режи Уание
- Вим Вендерс
- Йошишиге Йошида
- Джан Имоу
- Жако Ван Дормал
- Мерзак Алуаше
- Габриел Аксел
- Михаел Ханеке
- Джеймс Айвъри
- Патрис Леконт
- Дейвид Линч
- Исмаил Мърчант
- Клод Миле
- Идриса Уедраого
- Жак Ривет

## Други
Макс фон Сюдов участва във филма.